# Foudgum
Foudgum ist ein kleines Dorf in der Gemeinde Noardeast-Fryslân in der niederländischen Provinz Friesland. Es befindet sich nordwestlich von Dokkum und hat 70 Einwohner (Stand: 1. Januar 2024).
Bei der Dorfkirche steht ein Denkmal zu Ehren von Piet Paaltjens, der ab 1859 als Pastor in Foudgum gewirkt hat.